# Conselho Nacional das Pesquisas
O Conselho Nacional das Pesquisas (em italiano: Consiglio Nazionale delle Ricerche; sigla em italiano: CNR) é a principal instituição pública de fomento à pesquisa na Itália.  A sede central fica em Roma. 
Em março 2020, o CNR inclui 91 institutos em todo o país. Os temas de pesquisa estão organizados em 7 departamentos sobre varias áreas do conhecimento. De acordo com a revista Nature, o CNR foi a décima instituição internacional no 2018 por numero de publicações nas 82 revistas cientificas principais do mundo.

## Historia
O CNR foi fundado en 1923. Desde 1989, é um órgão de pesquisa, cuja missão é a realização de projetos de pesquisa, a promoção da innovação e do sistema industrial nacional, a internacionalização da pesquisa nacional, e fornecer tecnologias e soluções pela necessidades do setor publico e privado.
Em 1987, o CNR registra o primeiro domínio da internet na Itália: cnr.it 

## Cooperação internacional
Em julho de 2014, o CNR e a FAPESP assinaram um acordo de cooperação científica e tecnológica entre pesquisadores da Itália e do Estado de São Paulo, Brasil. O acordo foi prorrogado em 2019 até 2024.